# Vänskapsbrödet Herman

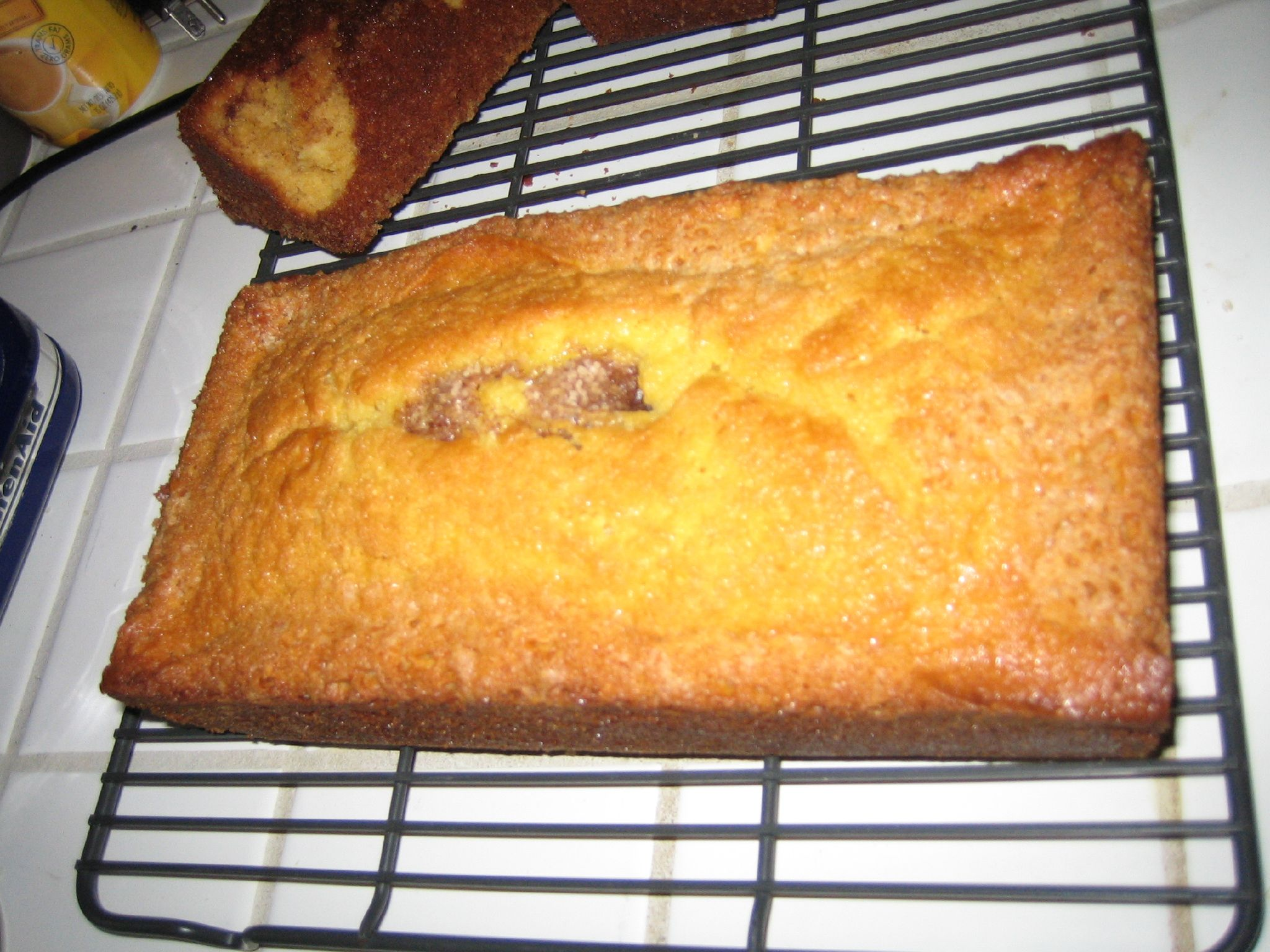
En limpa färskt hermanbröd, nybakat.

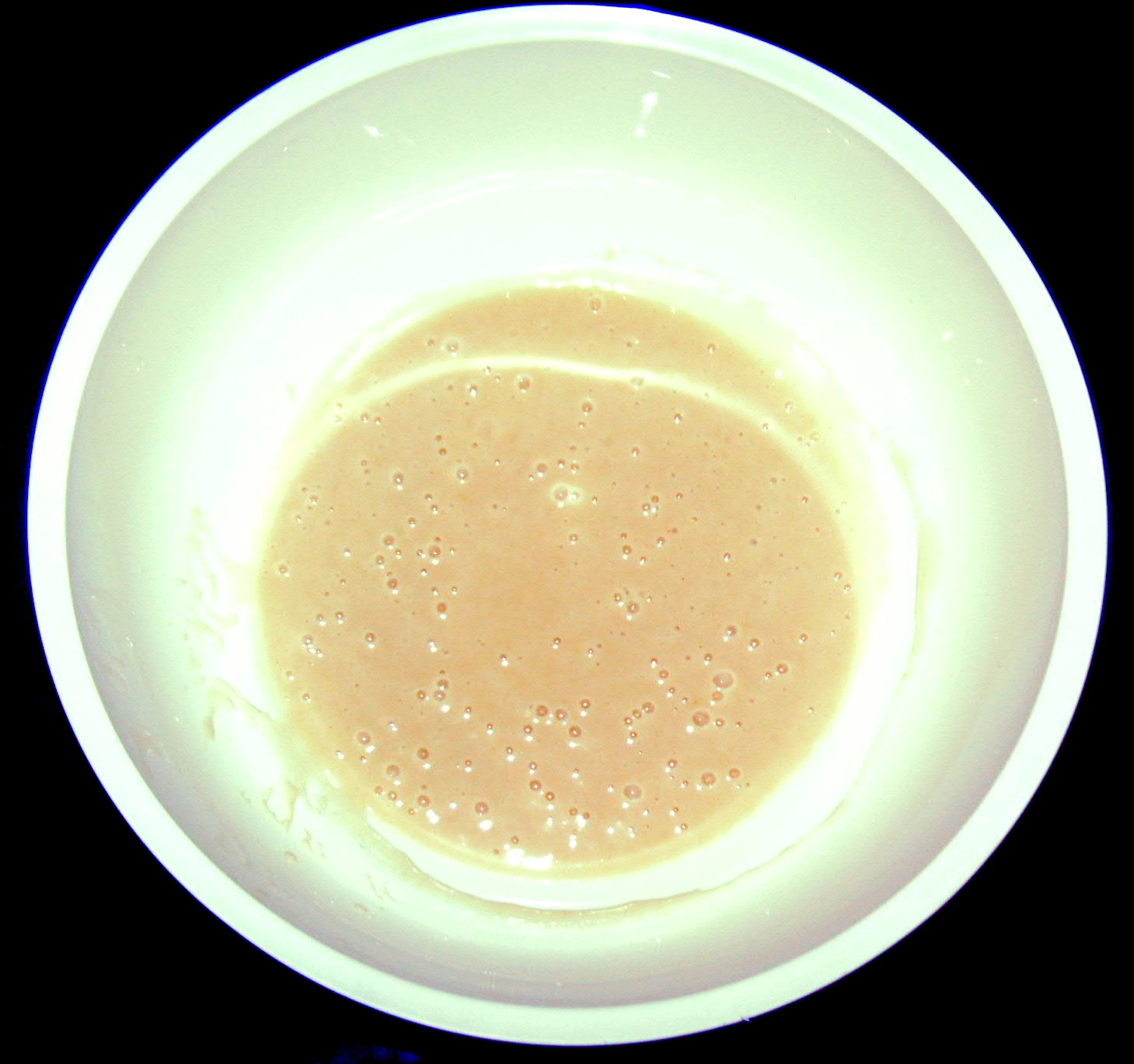
Nystartad surdegsgrund.

Vänskapsbrödet Herman är ett slags sött bröd eller kaka som görs på en surdegsgrund som jäser genom en naturlig process i rumstemperatur och bakas under en tiodagarsperiod, och som därefter ofta ges vidare på ett sätt som liknar ett kedjebrev. Grunden är ett substitut till jäst och kan användas för att göra många jästbaserade bröd, som delas med vänner eller fryses för framtida användning. Det söta, kakliknande vänskapsbrödet Herman är ett bröd som ofta görs på den här grunden. Det är ett enkelt, vispat bakpulverbröd som innehåller en viss mängd socker och vegetabilisk olja, med en mild kanelsmak.
Ett vanligt recept innehåller en kopp (240 ml) grund till brödet. Man behåller en kopp för att starta en ny omgång, och ger de återstående två kopparna till vänner. Processen att ge vidare grunden gör att det på sätt och vis liknar ett kedjebrev. En kopp surdegsgrund ger ett bröd av standardstorlek.